# Marcus Cornelius Cethegus (Konsul 204 v. Chr.)
Marcus Cornelius Cethegus († 196 v. Chr.) war römischer Konsul. Er war ein hochangesehener Redner und wurde von Ennius für seine suadae medulla gerühmt. Im zweiten Punischen Krieg gewann er eine Schlacht gegen Mago, den Bruder Hannibals.
Cethegus wurde 213 v. Chr. pontifex und kurulischer Aedil. 211 v. Chr. wurde er Praetor und bewies sich in Apulien und Sizilien als erfolgreicher Administrator. 209 v. Chr. wurde er Zensor und 204 v. Chr. Konsul.  203 v. Chr. war er Prokonsul in Oberitalien. Dort besiegte er zusammen mit dem Praetor Publius Quintilius Varus im Gebiet der Insubrer eine Schlacht gegen Mago und zwang diesen damit, Italien zu verlassen. Er starb 196 v. Chr.